# Picardie
Picardie từng là một vùng của nước Pháp, bao gồm ba tỉnh: Aisne, Oise và Somme. Thủ phủ của vùng này là thành phố Amiens. Từ ngày 1 tháng 1 năm 2016, lãnh thổ này là bộ phận của vùng Hauts-de-France.

## Lịch sử

Bản đồ phạm vi lịch sử của Picardie trong biên giới Pháp hiện đại

Tỉnh lịch sử Picardie kéo dài từ phía bắc Noyon đến Calais, qua toàn bộ khu vực Somme và phía bắc của khu Aisne. Tỉnh Artois (vùng Arras) tách Picardia khỏi vùng Flanders Pháp.

### Trung cổ
Từ thế kỷ thứ 5, khu vực này là một phần của Đế quốc Frank, và trong giai đoạn phong kiến, nó bao gồm sáu vương quốc của Boulogne, Montreuil, Ponthieu, Amiénois, Vermandois và Laonnois. Theo Hiệp ước 843 của Verdun khu vực này đã trở thành một phần của Tây Francia, Vương quốc nước Pháp sau này.
Cái tên "Picardie" (có thể gọi cho một bộ lạc Frank của Picard hoặc người mang đũa) đã không được sử dụng cho đến thế kỷ 12 hoặc 13. Trong thời gian này, cái tên được áp dụng cho tất cả các vùng đất mà ngôn ngữ Picard đã được nói, bao gồm tất cả các vùng lãnh thổ từ Paris đến Hà Lan . Trong Khu phố Latin của Paris, người ta đã xác định được một "Picard Nation" (Nation Picarde) của sinh viên tại Đại học Sorbonne, phần lớn là người đến từ Flanders. Trong Chiến tranh Trăm năm, Picardy là trung tâm của cuộc nổi dậy nông dân Jacquerie năm 1358.
Từ năm 1419 trở đi, các hạt Picardy (Boulogne, Ponthieu, Amiens, Vermandois) dần dần được mua lại bởi nhà vua Burgundy Philip the Good, được xác nhận bởi Vua Charles VII của Pháp tại Hội nghị Arras ở 1435. Năm 1477, vua Louis XI của Pháp đã lãnh đạo một đội quân và chiếm các thị trấn trọng điểm ở Picardie. Vào cuối năm 1477, Louis sẽ kiểm soát tất cả các Picard và phần lớn hạt Artois.

### Kỷ nguyên hiện đại
Trong thế kỷ 16, chính phủ (khu vực quân sự) của Picardy được tạo ra. Đây trở thành một vùng hành chính mới của Pháp, tách khỏi những gì được định nghĩa trong lịch sử như Picardy. Khu bảo tồn mới của Picardy bao gồm khu vực Somme, nửa phía Bắc của khu Aisne, và một khu vực nhỏ ở phía bắc của khu nghỉ mát Oise.
Năm 1557, Picardy bị quân đội Habsburg xâm chiếm dưới sự chỉ huy của Emmanuel Philibert, Công tước xứ Savoy [8]. Sau cuộc bao vây mười bảy ngày  St. Quentin bị chiếm, trong khi Noyon sẽ bị quân đội Habsburg đốt.
Trong thế kỷ 17, một căn bệnh truyền nhiễm tương tự như mồ hôi Anh có nguồn gốc từ khu vực và lan rộng khắp Pháp. Nó được gọi là Suette des picards hoặc Picardy sweat.
Củ cải đường đã được Napoleon I du nhập trong Chiến tranh Napoleon vào thế kỷ 19, nhằm chống lại Vương quốc Anh, đã chiếm hữu các hòn đảo có đường do Pháp ở Caribê nắm giữ. Ngành đường đã tiếp tục đóng một vai trò nổi bật trong nền kinh tế của khu vực.
Một trong những sự kiện lịch sử quan trọng nhất xảy ra ở Picardie là hàng loạt các trận đánh đã xảy ra tại Somme trong Chiến tranh thế giới thứ nhất. Từ tháng 9 năm 1914 đến tháng 8 năm 1918, bốn trận đánh lớn, bao gồm Trận Somme, đã xảy ra ở Anh, Pháp, Và lực lượng Đức trong các lĩnh vực Bắc Picard.

### Picardy ngày nay

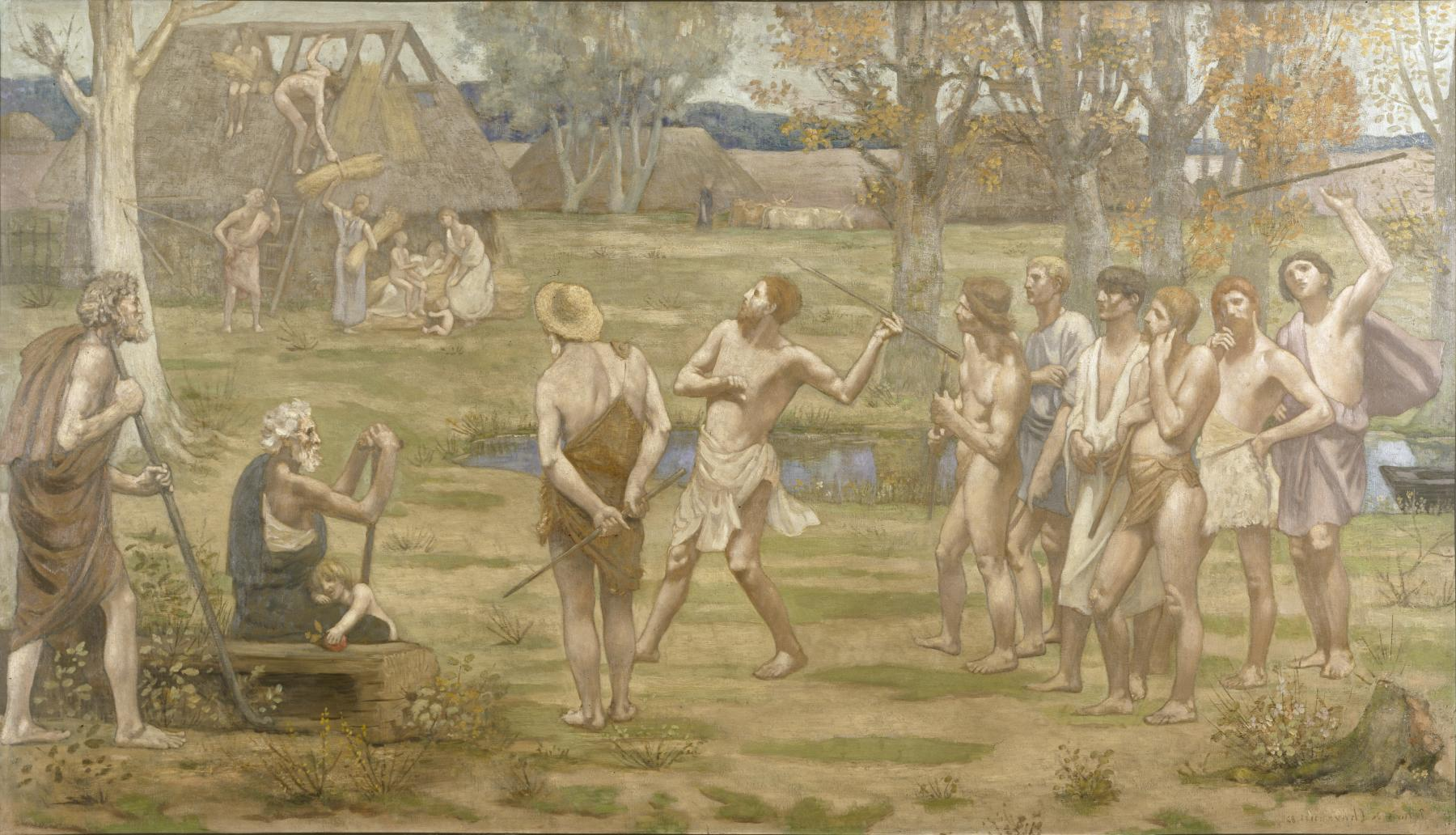
Bức tranh này của Pierre Puvis de Chavannes nhớ lại "Thời kỳ vàng" trong lịch sử tỉnh Picardie. Bảo tàng Nghệ thuật Walters.

Trong năm 2009, Ủy ban Cải cách Chính quyền địa phương đã đề xuất giảm số lượng các khu vực của Pháp và hủy bỏ việc bổ sung các khu vực mới trong tương lai gần. Picardy đã biến mất, và mỗi bộ phận sẽ tham gia vào một khu vực gần đó. Oise sẽ được đưa vào Île-de-France, Somme sẽ được đưa vào Nord-Pas-de-Calais và Aisne sẽ được đưa vào Champagne-Ardenne. Đại đa số Picards đã phản đối đề xuất này, và nó đã bị hủy trong năm 2010 (xem tờ báo "Courrier Picard").
Ngày nay, vùng Picardie hiện đại không còn bao gồm đường bờ biển từ Berck đến Calais, qua Boulogne (Boulonais), hiện đang ở trong vùng Nord-Pas-de-Calais, nhưng kết hợp các khoản tiền trả cho Beauvaisis, Valois, Noyonnais, Laonnois, Soissonnais, Omois, và các phòng ban khác của Pháp. Định nghĩa cũ của Picardy tồn tại dưới tên ngôn ngữ Picard, áp dụng không chỉ đối với các phương ngữ của Picardy, mà còn đối với các phương ngữ thổ ngữ nói ở vùng Nord-Pas de Calais, phía bắc của Picardie, và các phần của Tỉnh Bỉ của Hainaut.

## Địa lý

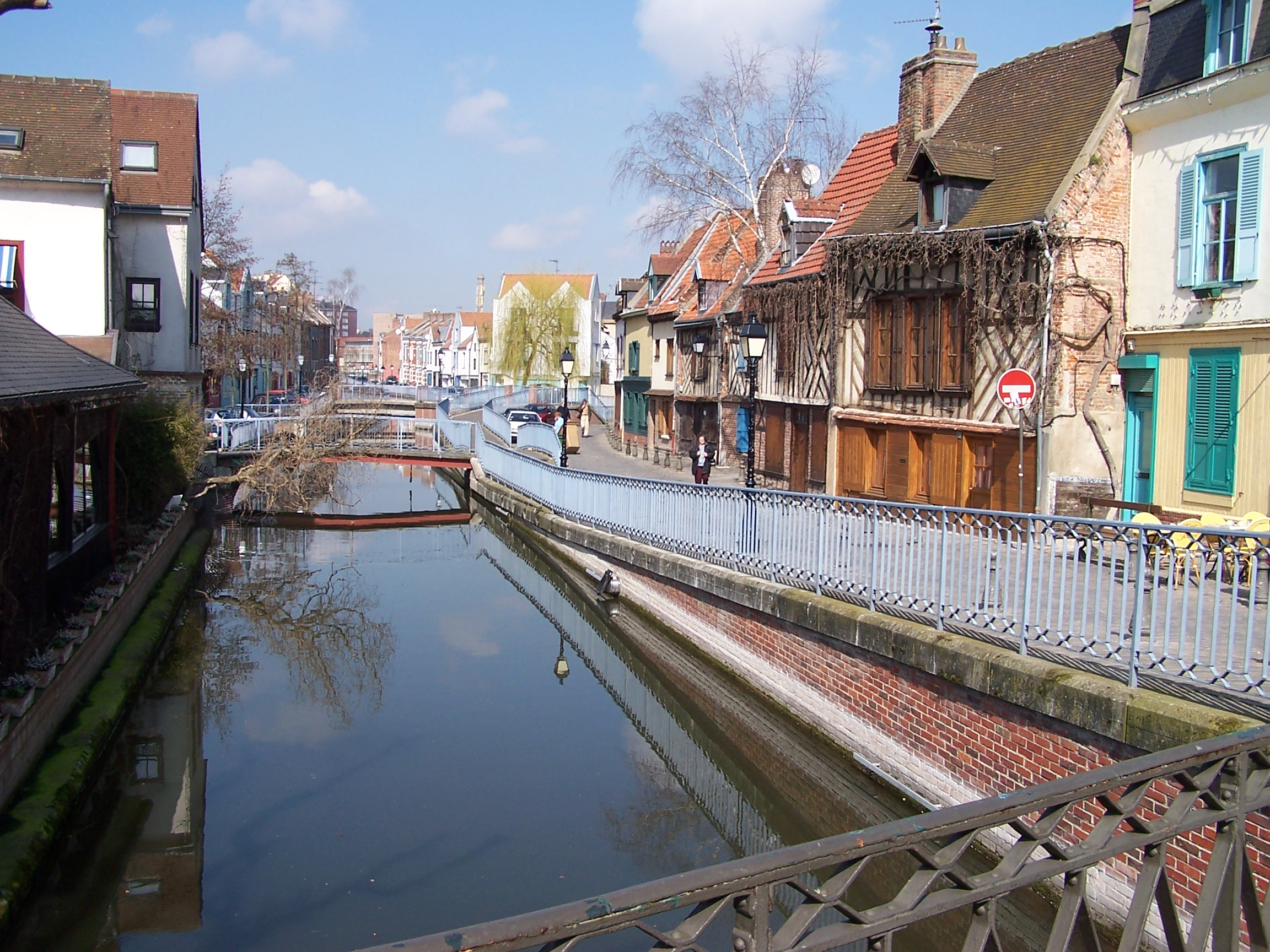
Kênh đào Saint Leu ở Amiens

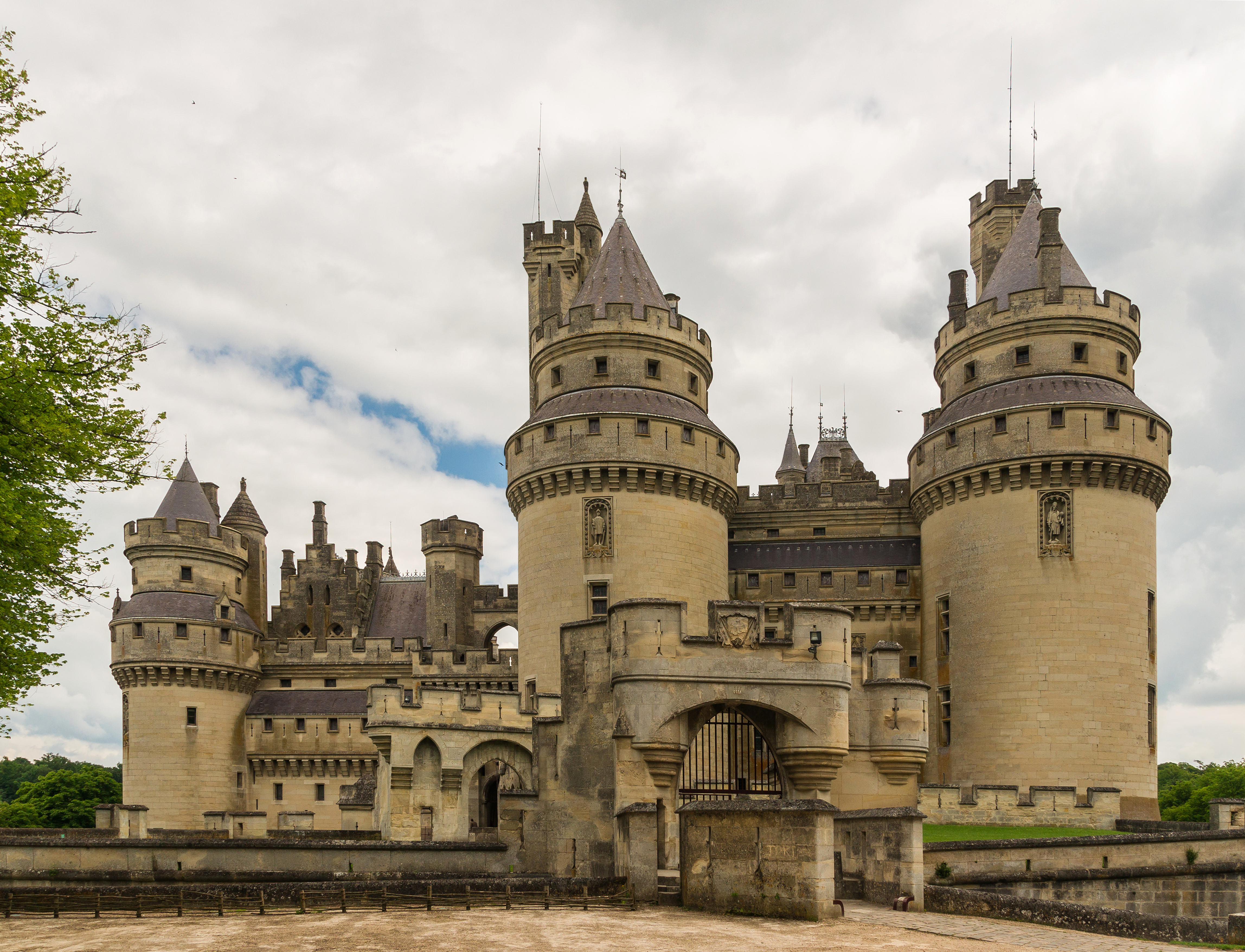
Lâu đài Pierrefonds ở Oise

Giữa thập niên 1990 và năm 1999, dân số của Oise tăng 0,61% mỗi năm (gần như gấp đôi Pháp như một tổng thể), trong khi bộ phận Aisne bị mất cư dân, và Somme chỉ tăng trưởng 0,16% / năm. Hôm nay, 41,3% dân số của Picardy sống trong bộ phận của Oise.
Picardy trải dài từ những bãi biển cát dài của cửa sông Somme ở phía tây tới những khu rừng rộng lớn và các đồng cỏ của Thiérache ở phía đông và xuống các lâu đài Chantilly hoặc Pierrefonds gần Khu vực Paris và các vườn nho của biên giới với Champagne picarde, phía Nam.

## Hành chính
Chủ tịch của hội đồng khu vực là Claude Gewerc, một Socialist tại văn phòng từ năm 2004. Năm đó ông đã đánh bại lâu dài UDF đương nhiệm Gilles de Robien.
Từ năm 2008, thị trưởng thành phố Amiens, thủ đô của vùng, đã từng là xã hội chủ nghĩa Gilles Demailly. Ông đã đánh bại thị trưởng lâu năm Gilles de Robien của đảng New Center.

## Ngôn ngữ và văn hóa
Về mặt lịch sử, vùng Picardy có bản sắc văn hoá mạnh và tự hào. Những di sản văn hoá của Picard (những người nói tiếng địa phương và các truyền thống của Picard) bao gồm một số nhà thờ Gothic nổi bật nhất (nhà thờ Amiens và Beauvais hoặc Saint-Quentin Basilica), các món ăn đặc trưng của địa phương (bao gồm picarde ficelle, flamiche aux poireaux, tarte au maroilles), Bia (bao gồm cả nhà máy bia Péronne's de Clercq) và các trò chơi truyền thống và thể thao, chẳng hạn như longue paume (tổ tiên của quần vợt), cũng như các picardes danses và bagpipes riêng của nó, được gọi là pipasso.
Các làng mạc của Picard có đặc điểm khác biệt, với những ngôi nhà được làm bằng gạch đỏ, thường được đánh dấu bằng gạch trắng. Một số ít người vẫn nói tiếng Picard, một trong những ngôn ngữ của Pháp, cũng được nói đến trong Artois (Nord-Pas de Calais région). "P'tit quinquin", một bài hát của Picard, là một biểu tượng của văn hoá địa phương (và của Artois).
Picardy là nơi sinh ra kiến trúc Gothic, nơi chứa sáu ví dụ lớn nhất thế giới về các nhà thờ Gothic, bao gồm toàn bộ kiến trúc Gothic. Nhà thờ Amiens, đứng như là nhà thờ lớn nhất ở châu Âu, theo John Ruskin là "Pantheon of Gothic architecture", có thể đặt nhà thờ Notre-Dame de Paris lên hai lần. Nó được xây dựng trong ít nhất là 50 năm. Picardy cũng là người tiên phong cao nhất trong lịch sử thời Gothic, tọa lạc tại nhà thờ Saint-Pierre ở Beauvais, Oise.
Bảo tàng Picardy, được xây dựng từ năm 1855 đến năm 1867, có hàng loạt các tác phẩm tuyệt vời, trải dài hàng thế kỷ. Khảo cổ học từ Hy Lạp cổ đại và Ai Cập đến các tác phẩm của Pablo Picasso. Bảo tàng được xây dựng vì lý do chính nó được sử dụng ngày nay. Mặc dù Picardy là một trong những vùng ít được biết đến nhất ở Pháp, ảnh hưởng của nó từ nghệ thuật và kiến trúc chắc chắn nhất là sinh động trên toàn thế giới.